# Rekonq
rekonq は、KDE デスクトップ環境で動作する WebKit を利用したオープンソースのウェブブラウザである。
Kubuntu 10.10 に標準で搭載されている。rekonq のコードは、Qt Development Frameworks (Nokia) の QtDemoBrowser を基にして作成され、現在、Gitorious 上において開発が続けられている
。

## 機能および特徴
- タブ表示のシンプルなユーザインタフェース（タブブラウザ）
- タブプレビュー
- スピードダイヤル
- プライベートブラウジング
- KDE のダウンロード機能を利用したファイルのダウンロード
- KDE 既定のウェブブラウザ“Konqueror”とブックマークを共有
- プロキシ対応
- KIO対応
- ウェブ ショートカット
- ユニークロードURLツールバー
- Web インスペクター
- 広告ブロック
- RSS対応
- オートスクロール